# Nepsis
La Nepsis (du grec ancien : νῆψις / nêpsis) est une notion importante de la théologie du christianisme orthodoxe. La Nepsis est un terme grec désignant un état de vigilance ou de sobriété acquis après une longue période d'ascèse et de purification. 
Elle est centrale dans la pratique de l'hésychasme, pratique mystique du christianisme oriental. L'un des ouvrages fondamentaux exprimant cette spiritualité s'appelle Philocalie des Pères neptiques. 
Les hésychastes aiment à citer ce précepte du Deutéronome 4:9: « Prête attention à toi-même ! » Ils y voient l'injonction de conserver une vigilance permanente, avec cette autre phrase du Cantique des cantiques 5:2: « Je dors, mais mon cœur veille. » L'hésychaste doit apprendre à être vigilant à l'égard de ses propres pensées, afin de connaître leur procédés et de ne pas en être le jouet. Cette connaissance consiste en une véritable médecine spirituelle. C'est ainsi que saint Jean Climaque, dans l'Échelle sainte, ouvrage majeur du monachisme orthodoxe, décrit la tâche de l'hésychaste :
« Le chat surveille la souris et l'hésychaste guette la souris spirituelle. Ne traite pas cet exemple de futile ; ou alors, c'est que tu n'as pas encore connu l'hésychia. »
Puis, il décrit ainsi la pratique hésychaste :
« Installe-toi sur une hauteur et surveille-toi toi-même, si toutefois tu sais le faire ; tu verras alors comment les voleurs entrent pour dérober tes grappes de raison, quand il le font, d'où ils viennent, combien et de quelles sortes ils sont. Quand le veilleur est fatigué, il se lève pour prier, puis il se rassied et reprend courageusement son premier travail. »
Ce passage montre l'importance, pour Jean Climaque et à sa suite, pour l'hésychasme, d'une ascèse spirituelle, de cette vigilance permanente appelée nepsis  à l'égard de nos pensées (les mauvaises pensées, s'introduisant dans notre esprit étant les « voleurs »). La plupart des textes de la Philocalie des Pères neptiques traitent de cette vigilance et de l'analyse de ces pensées dont il faut apprendre à distinguer l'origine.